# 四重键

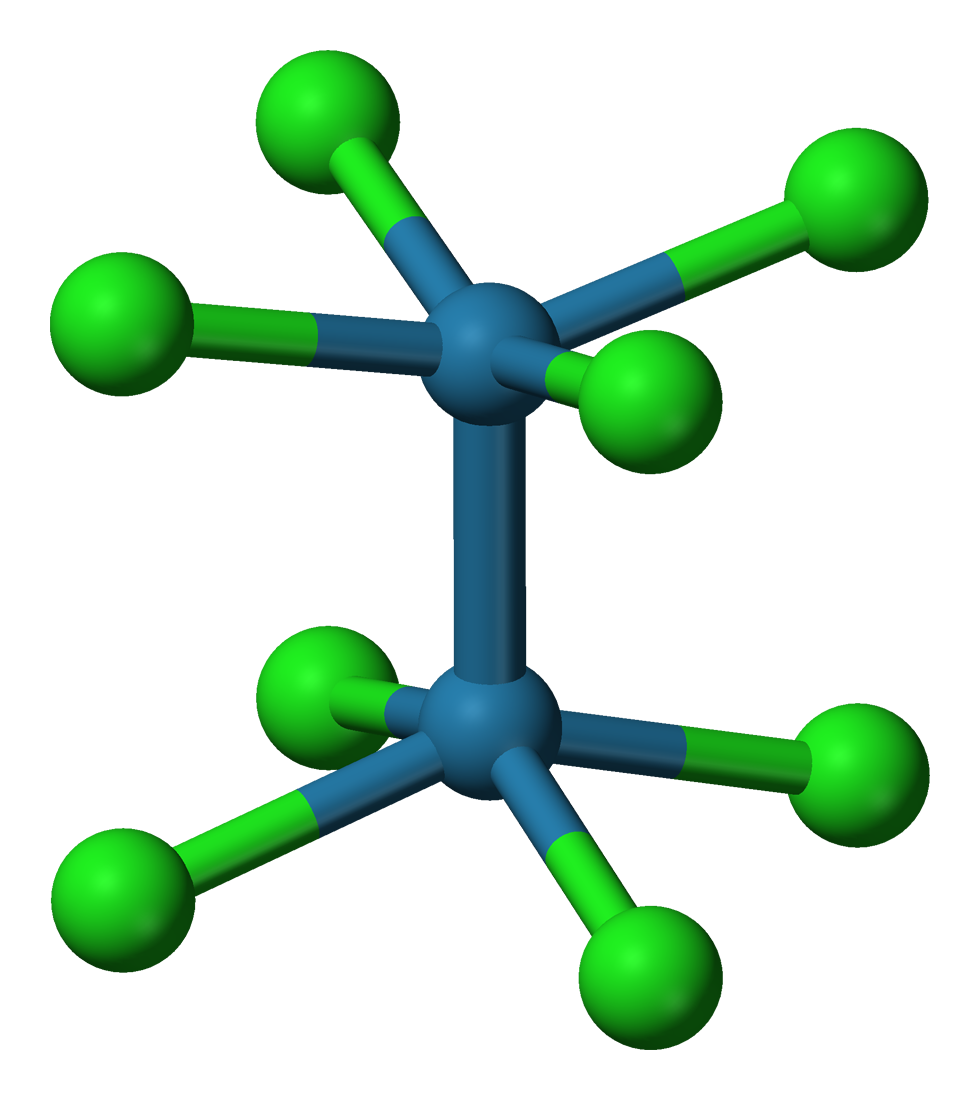
八氯二錸（[Re_{2}Cl_{8}]^{2-}）离子中，兩個錸原子以四重键的方式鍵結。

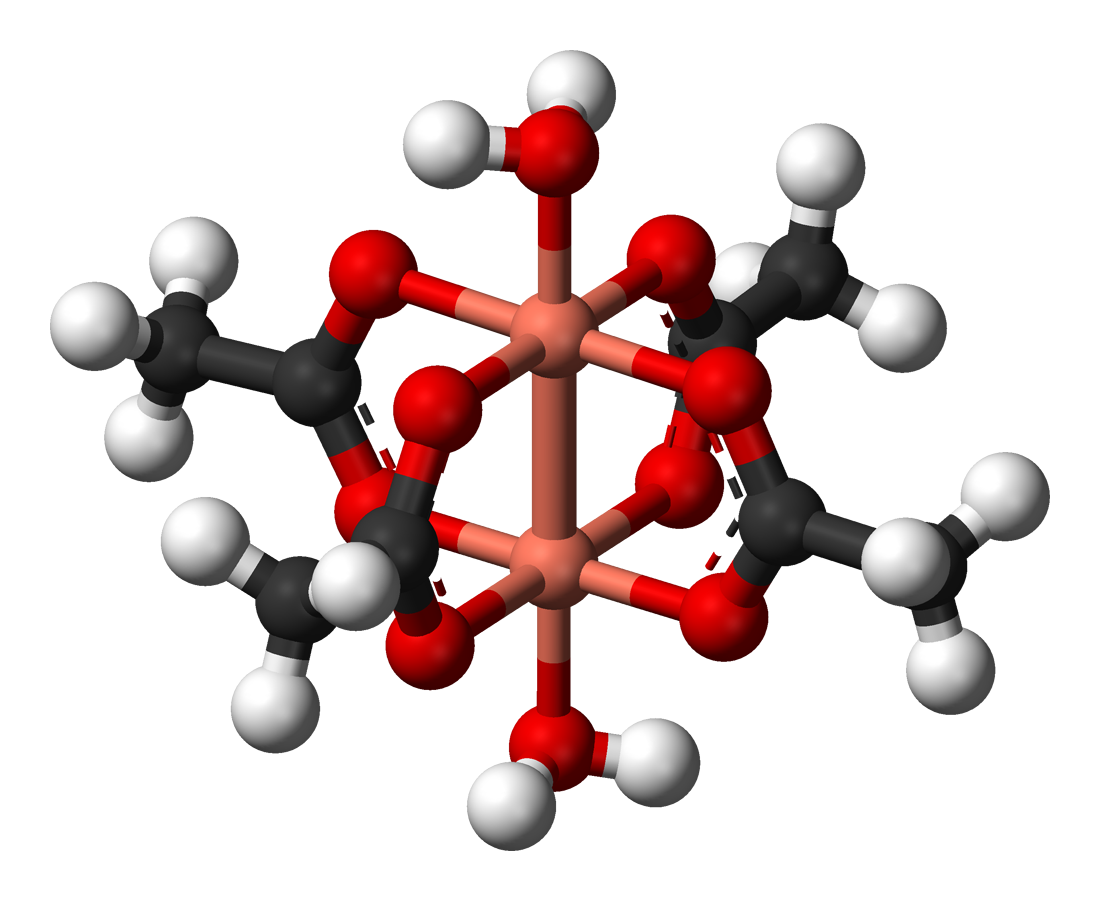
水合乙酸铬(II)和乙酸钼(II)二聚体的结构。

四重键（英語：Quadruple bond），又稱四鍵或肆鍵，是以四對價電子在两个原子间形成的共價鍵，比常見的双键和三鍵更加复杂。过渡金属（如铼、锝、钨、钼和铬）最常形成稳定的四重键，涉及的配体多為π碱，而非π酸配体。
1844年，Eugène-Melchior Péligot第一个合成了含有四重键的化合物——{\displaystyle {\ce {Cr2(OAc)4(H2O)2}}}（乙酸铬(II)）。但接下来的一个世纪内却没有人意识到其中成键的独特性。
1964年，弗蘭克·阿爾伯特·科頓以{\displaystyle {\ce {K2[Re2Cl8]*2H2O}}}（八氯合二铼酸钾）為例，首次提出了四重键的概念。多數關於四重键的研究都是出於科頓和他的同事之手。
{\displaystyle {\ce {K2[Re2Cl8]*2H2O}}}中{\displaystyle {\ce {Re-Re}}}键长只有2.24Å。在分子轨道理论中，四重键以{\displaystyle \sigma ^{2}\pi ^{4}\delta ^{2}}来描述，包括一个σ键、两个π键和一个δ键。
{\displaystyle {\ce {K4[Mo2Cl8]}}}（八氯合二钼酸钾）与上述的{\displaystyle {\ce {K2[Re2Cl8]}}}是等电子体。含钨四重键的例子则包括W2(hpp)4。